# Union sportive Le Vésinet hockey
 (juillet 2017).
Si vous disposez d'ouvrages ou d'articles de référence ou si vous connaissez des sites web de qualité traitant du thème abordé ici, merci de compléter l'article en donnant les références utiles à sa vérifiabilité et en les liant à la section « Notes et références ».
L'Union sportive Le Vésinet Hockey surnommée les Anges du Vésinet était une équipe de hockey sur glace française. Fondée en 1968, elle parvint à évoluer en Division 1 de 2002 à 2008.
Durant l'été 2002, à la suite de l'incendie d'une friteuse dans la buvette, la patinoire du Vésinet partit en fumée, obligeant le club à s'installer dans les locaux de la patinoire de Colombes. Cette situation durera jusqu'aux élections municipales de 2008. Le nouveau maire, Robert Varèse ayant fondé sa campagne sur l'abandon de la reconstruction de la patinoire, le club du Vésinet, par la voix de son président, annonçait que, n'ayant plus d'espoirs de revoir une patinoire dans la commune, il préférait jeter l'éponge.

## Historique

### Palmarès
- Vice-champion de France de Division 2 en 1990, 1991, 1992 et 1997.

### Résultats saison par saison
| Saison    | Division    | Classement               | Note                   |
| --------- | ----------- | ------------------------ | ---------------------- |
| 1976/1977 | 2e série    | ?                        | Reste en 2e série      |
| 1977/1978 | 2e série    | 4e                       | Reste en 2e série      |
| 1978/1979 | 2e série    | ?                        | Reste en 2e série      |
| 1979/1980 | Nationale C | ?                        | Reste en Nationale C   |
| 1980/1981 | Nationale C | ?                        | Reste en Nationale C   |
| 1981/1982 | Nationale C | 12e (Zone Île-de-France) | Reste en Nationale C   |
| 1982/1983 | Nationale C | 5e (Zone Île-de-France)  | Reste en Nationale C   |
| 1983/1984 | Nationale C | 2e (Zone Île-de-France)  | Reste en Nationale C   |
| 1984/1985 | Nationale C | ?                        | Reste en Nationale C   |
| 1985/1986 | Nationale C | 5e                       | Montée en Division 2   |
| 1986/1987 | Division 2  | 14e                      | Maintien en Division 2 |
| 1987/1988 | Division 2  | 7e                       | Maintien en Division 2 |
| 1988/1989 | Division 2  | 4e                       | Maintien en Division 2 |
| 1989/1990 | Division 2  | 2e                       | Maintien en Division 2 |
| 1990/1991 | Division 2  | 2e                       | Maintien en Division 2 |
| 1991/1992 | Division 2  | 2e                       | Maintien en Division 2 |
| 1992/1993 | Division 2  | 4e                       | Maintien en Division 2 |
| 1993/1994 | Division 2  | 10e                      | Maintien en Division 2 |
| 1994/1995 | Division 2  | 16e                      | Maintien en Division 2 |
| 1995/1996 | Division 2  | 11e                      | Maintien en Division 2 |
| 1996/1997 | Division 2  | 2e                       | Maintien en Division 2 |
| 1997/1998 | Division 2  | 12e                      | Maintien en Division 2 |
| 1998/1999 | Division 2  | 11e                      | Maintien en Division 2 |
| 1999/2000 | Division 2  | 7e                       | Maintien en Division 2 |
| 2000/2001 | Division 2  | 12e                      | Maintien en Division 2 |
| 2001/2002 | Division 2  | 11e                      | Montée en Division 1   |
| 2002/2003 | Division 1  | 12e                      | Maintien en Division 1 |
| 2003/2004 | Division 1  | 12e                      | Maintien en Division 1 |
| 2004/2005 | Division 1  | 13e                      | Maintien en Division 1 |
| 2005/2006 | Division 1  | 5e                       | Maintien en Division 1 |
| 2006/2007 | Division 1  | 8e                       | Maintien en Division 1 |
| 2007/2008 | Division 1  | 14e                      | Dissolution du club    |

## Personnalités historiques du club

### Présidents
- Pavan ;
- Lacroix ;
- Guillet ;
- Garnier ;
- Bigand ;

### Entraîneurs
Les entraîneurs du Vésinet à partir de l'ouverture de la patinoire en 1969 :
- Larry Prudhomme ;
- Gilbert Lepré ;
- Alexis Tcheize ;
- Burt Villeurmet ;
- Kader Sadoun ;
- Christophe Tagliapietra (2004-2007) ;

### Meilleur pointeur par saison
- 1986-1987 :  Pascal Couturier 35pts (25 buts, 10 assistances) en 18 matchs.
- 1987-1988 :  Edwards Lemaire 63pts (34 buts, 29 assistances) en 24 matchs.
- 1988-1989 :  Edwards Lemaire 95pts (50 buts, 45 assistances) en 28 matchs.
- 1989-1990 :  Karim Chaiblaine 44pts (15 buts, 29 assistances) en 26 matchs.
- 1990-1991 :  Serguei Toukmatchev 91pts (59 buts, 32 assistances) en 26 matchs.
- 1991-1992 :  Sergueï Toukmatchev 47pts (28 buts, 19 assistances) en 18 matchs.
- 1992-1993 :  Teva Pezy 20 pts (13 buts, 7 assistances) en 14 matchs.
- 1993-1994 :  Sergueï Toukmatchev 46pts (25 buts, 21 assistances) en 25 matchs.
- 1994-1995 :  Pascal Goyet 42pts (21 buts, 21 assistances) en 23 matchs.
- 1995-1996 :  Normand Paquet 53pts (27 buts, 26 assistances) en 23 matchs.
- 1996-1997 :  Ernest Hornak 73pts (38 buts, 35 assistances) en 27 matchs.
- 1997-1998 : inconnu
- 1998-1999 :  Laszlo Pindak 56pts (27 buts, 29 assistances).
- 1999-2000 : inconnu
- 2000-2001 : inconnu
- 2001-2002 : inconnu
- 2002-2003 : inconnu
- 2003-2004 :  Éric Pinard 22pts (15 buts, 7 assistances) en 22 matchs.
- 2004-2005 :  Laurent Labigne 42pts (25 buts, 17 assistances) en 27 matchs.
- 2005-2006 :  Jean-François Lacasse 51pts (24 buts, 27 assistances) en 28 matchs.
- 2006-2007 :  Sébastien Laprise 41pts (25 buts, 16 assistances) en 28 matchs.
- 2007-2008 :  Édouard Outin 25pts (12 buts, 13 assistances) en 25 matchs.